# Tremoctopus
Tremoctopus (лат.) — род головоногих моллюсков из надсемейства Argonautoidea, единственный в семействе Tremoctopodidae. В него включают 4 вида, обитающих на небольших и средних глубинах субтропических и тропических вод океанов. Они узнаваемы по длинным прозрачным перепонкам, соединяющим дорсальные и дорсолатеральные руки взрослых самок. Остальные руки намного короче и без перепонок.
Tremoctopus violaceus демонстрирует одни из самых ярких примеров полового диморфизма размеров, известных у любого немикроскопического животного. Самки могут достигать 2 м в длину, а самцы — 2,4 см. Весовое соотношение составляет не менее 10 000:1 и, вероятно, может достигать 40 000:1. У самцов есть большая рука в сферическом мешочке, модифицированная для спаривания, известная как гектокотиль. Во время спаривания эта рука отделяется и удерживается самкой в полости мантии до тех пор, пока она не будет использована для оплодотворения. Самец почти наверняка умирает вскоре после спаривания. Между самцами существует конкуренция, в мантии самок обнаруживали по несколько мужских рук. Самки откладывают более 100 000 яиц, прикрепленных к известковому секрету в форме сосиски, который удерживается у основания спинных рук и носится самкой до вылупления.
Tremoctopus невосприимчивы к яду португальского кораблика, щупальца которого самцы и неполовозрелые самки отрывают и используют в наступательных и оборонительных целях. Как и многие другие осьминоги, они используют чернила, чтобы запугать потенциальных хищников. Кроме того, когда ей угрожает опасность, самка разворачивает свои большие сетчатые мембраны, которые расширяются и вздымаются в воде, значительно увеличивая ее видимый размер.

## Виды
- Tremoctopus gelatus
- Tremoctopus robsoni
- Tremoctopus gracilis
- Tremoctopus violaceus